# Bór (powiat opolski)
Bór – wieś w Polsce położona w województwie lubelskim, w powiecie opolskim, w gminie Józefów nad Wisłą. Leży nad Wyżnianką.
W latach 1975–1998 miejscowość administracyjnie należała do ówczesnego województwa lubelskiego.
Wieś jest sołectwem w gminie Józefów nad Wisłą. Według Narodowego Spisu Powszechnego z roku 2011 wieś liczyła 179 mieszkańców.

## Historia
W wieku XIX opisano Bór jako wieś w powiecie nowoaleksndryjskim gminie i parafii Rybitwy, według noty Słownika geograficznego Królestwa Polskiego z roku 1880 wieś posiadała tartak i 3 młyny wodne.